# Громівка (Генічеський район)
Гро́мівка (в минулому — Аірча) — село в Україні, у Новотроїцькій селищній громаді Генічеського району Херсонської області. Колишній центр Громівської волості Дніпровського повіту Таврійської губернії.
Населення становить 2743 осіб.
Село постраждало внаслідок Голодоморів 1921—1922, 1932—1933, 1946—1947, організованих урядами РСФСР та СССР.

## Географія
Село розташоване за 18 км від центру громади та за 50 км від найближчої залізничної станції Новоолексіївка. Площа: 107,948 км².

## Населення
За даними перепису населення 2001 року у селі проживали 2743 особи.
Рідною мовою назвали:
| Мова       | Кількість осіб | Відсоток |
| ---------- | -------------- | -------- |
| українська | 2571           | 93,73 %  |
| російська  | 156            | 5,69 %   |
| молдавська | 7              | 0,26 %   |
| білоруська | 3              | 0,11 %   |
| болгарська | 1              | 0,04 %   |
| циганська  | 1              | 0,04 %   |
| польська   | 1              | 0,04 %   |

## Історія
В історичних документах перше поселення на цих землях згадується у 1793 році. Це був татарський аул Аїрча. Саме з нього у 1863 році і зформувалося село.
До 1865 року ці землі належали поміщику Петровському, тож і село, що виникло на місці татарського поселення, отримало назву Петропавлівка. З 1869 року воно було перейменовано у Громівку. Першими поселенцями села була безземельна багатосімейна біднота.
Станом на 1886 рік у селі мешкало 1087 осіб, налічувалось 193 двори, існували 2 лавки, відбувався щорічний ярмарок. За 23 версти — молитовний будинок, лікарня, школа, слюсарня, цегельний завод, черепичний завод, лавка.
Українська влада встановлена в селі 1917. З травня 1918 — у складі Української Держави Гетьмана Павла Скоропадського. До 1919 село підпадало під вплив Армії Нестора Махна, а з 1920 тут стабілізувався московський комуністичний режим. 1927 комуністи почали підготовку до пограбування приватних господарств, спираючись на специфічний орган — Комнезам. 1932 р. у селі почалися масові убивства голодом, від Голодомору постраждала значна частка населення.
14 вересня 1941 р. із села втекли організатори Голодомору, тут була встановлена змішана румунсько-німецька військова влада. 1 листопада 1943 німецька влада у селі припинила існувати, до села повернулися комуністи, які 1946 знову вдалися до організації Голодомору.
У вересні 1950 року чотири колгоспи, які діяли на території Громівки, об'єдналися в один — імені Леніна.
12 червня 2020 року, відповідно до розпорядження Кабінету Міністрів України № 713-р «Про визначення адміністративних центрів та затвердження територій територіальних громад Запорізької області», увійшло до складу Новотроїцької селищної громади.
17 липня 2020 року, в результаті адміністративно-територіальної реформи та ліквідації  Новотроїцького району, увійшло до складу Генічеського району.
24 лютого 2022 року село тимчасово окуповане російськими військами під час російсько-української війни.

## Сьогодення
В селі функціонують: загальноосвітня школа, дитячий садок, будинок культури, бібліотека, лікарська амбулаторія, сільгоспкооператив ім. Леніна.

## Відомі люди
- Тетерятник Василь Кирилович (1919-1999) — комбайнер, передовик сільського господарства УРСР. Герой Соціалістичної Праці.